# 스테판 판 덴 베르흐
스테판 판 덴 베르흐(네덜란드어: Stephan van den Berg, 1962년 2월 20일~)는 네덜란드의 은퇴한 요트 선수이다. 1980년대 초반 세계 최고 요트 선수 중 한 명이었으며, 1984년 하계 올림픽에서 남자 윈드서핑 경기에서 금메달을 획득하며 초대 우승자가 되었다. 이후 프로 선수로 전향했으나 1992년 하계 올림픽에 출전하기 위해 아마추어 선수로 복귀했다. 이 대회에서 레크너 A-390에서 7위를 했다. 

## 개인사
판 덴 베르흐는 형제와 함께 판 덴 베르흐 서핑이라는 서핑 전문 회사를 운영하고 있다.